# Haih Or Amortecedor
Haih Or Amortecedor är ett studioalbum av brasilianska Os Mutantes. Det är deras första studioalbum med nytt material sedan Tudo Foi Feito Pelo Sol från 1974.

## Låtlista
| Nr  | Titel                     | Längd |
| --- | ------------------------- | ----- |
| 1.  | Hymns Of The World Pt. 1  | 0:32  |
| 2.  | Querida Querida           | 4:13  |
| 3.  | Teclar                    | 3:11  |
| 4.  | 2000 e Agarrum            | 3:21  |
| 5.  | Baghdad Blues             | 5:17  |
| 6.  | O Careca                  | 3:55  |
| 7.  | O Mensageiro              | 3:59  |
| 8.  | Anagrama                  | 4:12  |
| 9.  | Samba do Fidel            | 5:30  |
| 10. | Neurociência do Amor      | 4:09  |
| 11. | Nada Mudou                | 5:15  |
| 12. | Gopala Krishna Om         | 3:38  |
| 13. | Hymns of the World, Pt. 2 | 1:50  |